# Mallotus villosus
Mallotus villosus o capelí és una espècie de peix de la família Osmeridae, l'única del gènere Mallotus, un petit peix oposat al nord de l'oceà Atlàntic i l'oceà Àrtic. Els capelins viuen a tres-cents metres de profunditat. Apareixen en la moneda de 10 corones d'Islàndia. La fresa del capelí (Masago) és considerada com un producte d'alt valor, sobretot al Japó. És combinat amb wasabi i venut com a «caviar de wasabi».